# British Caledonian
British Caledonian (BCal) fue una aerolínea privada británica independiente que operó desde el aeropuerto de Londres-Gatwick en el sureste de Inglaterra durante las décadas de 1970 y 1980. Fue creado como una alternativa a las aerolíneas corporativas controladas por el gobierno británico y fue descrito como la "Segunda Fuerza" en el informe Edwards de 1969. Fue formada por la segunda aerolínea chárter independiente más grande del Reino Unido, Caledonian Airways , que se hizo cargo de British United Airways (BUA), entonces la aerolínea independiente británica más grande y la principal aerolínea independiente regular del Reino Unido. El lema del portaaviones era Let's go British Caledonian en la década de 1970 y nunca olvidamos que tienes una opción.en la década de 1980 La adquisición de BUA permitió a Caledonian hacer realidad su ambición de larga data de transformarse en una aerolínea regular. La entidad fusionada finalmente se convirtió en la principal aerolínea internacional independiente del Reino Unido.
Una serie de reveses financieros importantes a mediados de la década de 1980, combinados con la incapacidad de la aerolínea para crecer lo suficiente como para alcanzar un tamaño viable, puso a la aerolínea en grave riesgo de colapso. British Caledonian comenzó a buscar un socio de fusión para mejorar su posición competitiva. En diciembre de 1987, British Airways (BA) compró la aerolínea. El nombre de Caledonian se utilizó para cambiar el nombre de British Airtours , subsidiaria de BA con sede en Gatwick, como Caledonian Airways. 

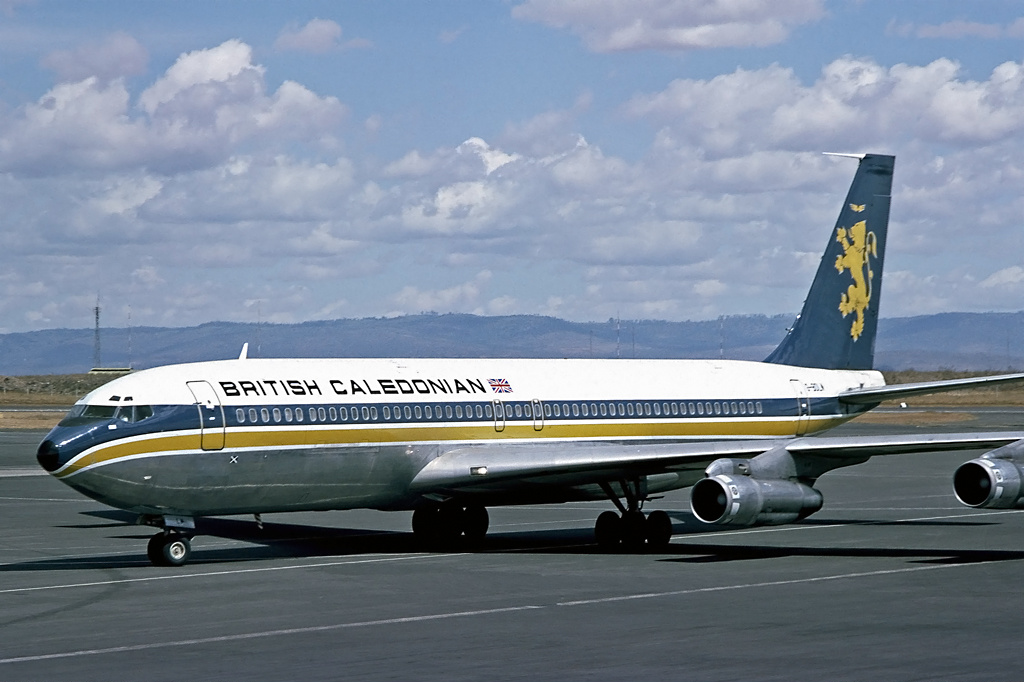
Boeing 707 British Caledonian (1976)

## Historia

### Inicio
El 30 de noviembre de 1970, Caledonian Airways adquirió British United Airways (BUA) de British and Commonwealth (B&C) por £ 6,9 millones. Caledonian Airways también compró tres nuevos aviones BAC One-Eleven 500, que B&C había alquilado a BUA, por otros 5 millones de libras esterlinas.
La adquisición de BUA por parte de Caledonian a B&C no incluyó los activos de British United Island Airways (BUIA), la filial regional de BUA.
BCal era una subsidiaria de propiedad total de Caledonian Airways Ltd. BCal también tenía varias subsidiarias. Entre ellos se encontraban Caledonian Airways Equipment Holdings y Caledonian Airways (Leasing), que se crearon para adquirir y enajenar aeronaves en nombre de la aerolínea, así como para vender conocimientos de mantenimiento, formación y gestión a terceros. BCal también era propietaria de dos empresas de viajes combinados , así como de varios hoteles en España y Sierra Leona. BCal también heredó las participaciones minoritarias de BUA en Gambia Airways, Sierra Leone Airways y Servicios de Aviación de Uganda.
La formación de la aerolínea siguió a la publicación del informe Edwards titulado British Air Transport in the Seventies en 1969. Y un Libro Blanco posterior del gobierno el informe recomendaba la creación de una "Segunda Fuerza" , transportista del sector privado para enfrentarse a las corporaciones de propiedad estatal, British European Airways (BEA) y British Overseas Airways Corporation (BOAC), al proporcionar servicios regulares nacionales e internacionales competitivos en rutas troncales. El gobierno rechazó la transferencia propuesta de rutas de BOAC y BEA a la Segunda Fuerza y sostuvo que la designación dual en una ruta debería estar abierta a cualquier independiente británico. La nueva aerolínea estableció su sede y base operativa en el aeropuerto de Gatwick y Sir Adam Thomson, uno de los cinco cofundadores y uno de los principales accionistas de Caledonian Airways, se convirtió en su presidente y director general. 
BCal era miembro de pleno derecho de la Asociación de Transporte Aéreo Internacional (IATA) en sus inicios como resultado de heredar la membresía de BUA. Esto incluyó la membresía de la asociación comercial de IATA, así como la participación en la coordinación de tarifas con otras aerolíneas miembros en las conferencias de tráfico anuales de la organización. BCal también tenía su propia terminal de carga aérea en Heathrow 
BCal heredó de sus predecesores 31 aviones a reacción: 11 aviones de larga distancia (siete ex-Caledonian Boeing 707 y cuatro ex-BUA Vickers VC10 ) y 20 aviones de corta distancia (ocho ex-BUA y cuatro ex-Caledonian BAC One-Eleven 500) y ocho ex-BUA BAC One-Eleven 200 ). El capital social emitido fue de £ 12 millones, más que el de cualquier otra aerolínea independiente británica totalmente privada en ese momento, y su fuerza laboral ascendía a 4.400. 
Esto convirtió a BCal en la principal aerolínea independiente del Reino Unido de la época. Aunque Dan-Air y Britannia Airways superaron el número total anual de pasajeros de BCal desde 1975, BCal mantuvo su posición como la principal aerolínea internacional independiente de Gran Bretaña, tanto en términos de número de pasajeros regulares transportados cada año como de capacidad total anual programada medida en pasajeros-kilómetro, a lo largo de sus 17 años de existencia.) La producción de la empresa recién creada, medida en capacidad disponible toneladas por kilómetro, fue mayor que la de algunas de las aerolíneas de bandera europeas contemporáneas más pequeñas, como Aer Lingus, Air India, Sabena, o Swissair. Según esa medida, BCal tenía aproximadamente el mismo tamaño que la aerolínea de bandera de Australia, Qantas.
Los inversores institucionales que habían ayudado a Sir Adam Thomson y John de la Haye a lanzar Caledonian Airways en 1961 también se encontraban entre los accionistas de la aerolínea recién constituida. Incluían The Automobile Association (AA), Great Universal Stores (GUS), Hogarth Shipping, Lyle Shipping , Industrial and Commercial Finance Corporation (ICFC) , uno de los dos predecesores de Investors in Industry, Kleinwort Benson, el Royal Bank of Scotland (RBS) y Schroders. (Airways Interests (Thomson), que se había establecido en el inicio de Caledonian una década antes como un vehículo de inversión para los fundadores de esa aerolínea para permitirles mantener el control, pasó a llamarse Caledonian Airways Ltd y se convirtió en la nueva sociedad de cartera del grupo ).
Antes de adoptar el nombre de British Caledonian, la nueva aerolínea constituía legalmente dos entidades separadas: Caledonian Airways (Prestwick) Ltd y British United Airways Ltd. Éstas cotizaban juntas bajo el nombre provisional Caledonian//BUA hasta septiembre de 1971. La aerolínea combinada transportó un total de 2,6 millones de pasajeros durante su primer año de funcionamiento. 
A efectos contables, las aeronaves de BCal se asignaron respectivamente a una "División BUA" y una "División Caledonian" durante el período intermedio. El primero era responsable de todas las actividades de IATA. Esto abarcó todos los servicios programados. Este último era responsable de todo el trabajo no perteneciente a la IATA. Esto incluía todas las operaciones no programadas. En ese momento, dos tercios de todos los pasajeros viajaban en vuelos chárter. 
Durante ese período, las ex azafatas de vuelo de BUA que aún vestían los uniformes azules de esa aerolínea trabajaban junto a sus contrapartes de Caledonian, vestidas con tartán , en las cabinas de todos los vuelos de pasajeros. Finalmente, los uniformes de tartán de Caledonia se convirtieron en el estándar de BCal para el personal femenino.
Tras el período provisional, Caledonian Airways (Prestwick) Ltd y British United Airways Ltd se fusionaron en British Caledonian Airways Ltd (BCal). Todos los antiguos aviones BUA fueron repintados adoptando la librea de Caledonian con un prominente león rampante escocés en las aletas de su avión . En ese momento, todos los aviones recibieron nombres de escoceses famosos y lugares escoceses conocidos. Esta tradición continuó durante los 17 años de existencia de la aerolínea. A algunas aeronaves BCal también se les asignaron registros fuera de secuencia. (Por ejemplo, G-BCAL se asignó a uno de los Boeing 707, G-CLAN y G-SCOT fueron los registros delPiper Navajo Chieftains, G-DCIO fue el registro del octavo DC-10 y G-HUGE fue el registro del Boeing 747 Combi)
La "Segunda Fuerza" heredó la extensa red de rutas programadas de BUA que sirven a las islas británicas, Europa continental, África y América del Sur. Sus ambiciones programadas fueron ayudadas por el gobierno británico transfiriéndole las rutas troncales de África occidental de BOAC a Nigeria y Ghana , así como la ruta del norte de África de la corporación a Libia. Estas rutas representaron sólo el 3% de la facturación mundial anual de BOAC.
El Gobierno también acordó permitirle servir a Casablanca en Marruecos desde Gatwick en competencia con el servicio de BEA desde Heathrow. Además, el Gobierno acordó otorgar licencia a BCal para operar servicios regulares sin escalas entre Londres y París y comenzar negociaciones con las autoridades francesas para asegurar la aprobación recíproca de BCal para poder comenzar operaciones programadas en lo que entonces era la ruta aérea internacional más transitada de Europa. [1] [39]Además, BCal recibió garantías del Gobierno de que sería designada como la única aerolínea de bandera del Reino Unido en todas las rutas que se le transfirieran y que recibiría asistencia para obtener derechos de tráfico para rutas programadas seleccionadas adicionales en las que deseara competir con las corporaciones, incluida la lucrativa Rutas Londres—Nueva York y Londres—Los Ángeles.
Otra concesión importante del Gobierno diseñada para mejorar la competitividad de la "Segunda Fuerza" fue permitirle proporcionar una cabina de primera clase en sus rutas de África Oriental. (BUA, de quien BCal heredó estas rutas, no pudo ofrecer una primera clase en sus rutas de África Oriental. Para compensar esta pérdida de competitividad, Sir Freddie Laker , director gerente de BUA desde 1960 hasta 1965, se le ocurrió la idea de diseñar una puerta de carga para instalarla en el lado izquierdo del fuselaje delantero de los VC10 de larga distancia de esa aerolínea, donde normalmente se ubicaba la cabina de primera clase. Esta modificación permitió el transporte de carga adicional en lugar de pasajeros de primera clase en las rutas de África Oriental).
Además, BCal se convirtió en el "instrumento elegido del sector privado" por parte del Gobierno. Esto significó que el Gobierno acordó otorgar un estatus preferencial a las ambiciones programadas en todo el mundo de BCal, especialmente en la concesión de licencias adicionales para operar servicios programados en las principales rutas troncales nacionales e internacionales. El gobierno esperaba que poner los requisitos de BCal por delante de las ambiciones programadas rivales de otras aerolíneas independientes con sede en el Reino Unido ayudaría a la nueva "Segunda Fuerza" a convertirse en una importante aerolínea internacional de pleno derecho, lo que le permitiría para lograr la masa crítica para desafiar el casi monopolio de las corporaciones entre las aerolíneas programadas con base en el Reino Unido.
La terminal aérea del centro de Londres en la estación Victoria en el West End de Londres , que la "Segunda Fuerza" también heredó de BUA, permitió a los pasajeros completar todos los trámites de facturación, incluida la entrega de su equipaje facturado, antes de abordar su tren hacia el aeropuerto.
BCal también tenía una sala de espera en la zona de operaciones de Gatwick para sus pasajeros prémium, a la que llamó Clansmen Lounge.

### Años Formativos
BCal inició operaciones programadas desde Gatwick a Nigeria (Lagos y Kano) y Ghana (Acra) en abril de 1971. Los servicios programados de Gatwick a Trípoli comenzaron en julio de 1971. En cada una de estas rutas, BCal reemplazó a BOAC como la aerolínea de bandera del Reino Unido designada. El 1 de noviembre de 1971, BCal inició vuelos regulares entre Londres Gatwick y el aeropuerto de París Le Bourget, donde reemplazó al servicio de Londres Heathrow—París Le Bourget de BEA y compitió con el servicio Heathrow—Aeropuerto de París Orly de esa aerolínea. Esta fue la primera vez desde la década de 1930 que una aerolínea independiente comenzó un servicio programado en esa ruta troncal.
BCal finalizó su año financiero 1970/71 hasta el 30 de septiembre de 1971 con una ganancia de £ 1,7 millones (después de contabilizar la pérdida de £ 600,000 de BUA) 
En 1972, BCal extendió su red de África Oriental a las Seychelles. El mismo año también introdujo un nuevo servicio regular regional Edimburgo-Newcastle-Copenhague para estar a la altura de su afirmación de ser la " línea aérea internacional de Escocia ". Esto complementaba la ruta regional Glasgow—Newcastle—Ámsterdam que BCal había heredado de BUA.
1972 fue también el año en que BCal introdujo el primer servicio de tipo "sin lujos" del Reino Unido en las dos principales rutas troncales nacionales que unen Londres y Escocia. La aerolínea introdujo salidas nocturnas simultáneas desde Gatwick, Glasgow y Edimburgo, lo que resultó en un aumento general de la frecuencia a seis viajes diarios de ida y vuelta en cada ruta. La compañía cobró una tarifa de ida muy baja de £ 5 en estos servicios nocturnos, que se comercializaron con la marca comercial Moonjet. Este movimiento, que se inspiró en la operación de alta frecuencia y tarifas bajas dirigida por Pacific Southwest Airlines (PSA), la aerolínea original "sin lujos", a lo largo de la concurrida ciudad de San Diego .—Los Ángeles— Corredor aéreo de San Francisco en California , impulsó el número de pasajeros y la rentabilidad en ambas rutas.
Durante ese año, los Boeing 707 de mayor capacidad, mayor alcance y más eficientes en combustible reemplazaron a los VC10 en las rutas sudamericanas de BCal, donde el mayor alcance del 707 permitió a la aerolínea realizar vuelos sin escalas entre Londres Gatwick y Río de Janeiro, como así como en las rutas troncales de África Occidental a Nigeria y Ghana.
Como resultado de las ruinosas tarifas prevalecientes en el mercado de vuelos chárter, que aún representaban la mitad del negocio de BCal, la aerolínea incurrió en una pérdida de 194.000 libras esterlinas durante el ejercicio financiero hasta el 30 de septiembre de 1972.
Para respaldar sus ambiciosos planes de expansión, BCal adquirió varios Boeing 707 de segunda mano adicionales de diversas fuentes a través de sus subsidiarias de comercialización y arrendamiento de aeronaves a principios de la década de 1970. Estos incluyeron un par de aviones de la serie 320C adquiridos en un contrato de arrendamiento a largo plazo de Britannia Airways con un interior de "aspecto de fuselaje ancho" de dos clases. Otros tres 707 recibieron cabinas de "cuerpo ancho" remodeladas. Los cinco se utilizaron para inaugurar las rutas transatlánticas programadas de la aerolínea a Nueva York y Los Ángeles, donde la competencia establecida operaba aviones de fuselaje ancho , como el Boeing 747."Jumbo jet". Se pensó que los interiores de estilo de fuselaje ancho de la aeronave dejarían a los pasajeros con la impresión de que BCal estaba operando aviones de fuselaje ancho cuando en realidad no era así. Durante ese tiempo, BCal hizo un pedido a la British Aircraft Corporation (BAC) de dos nuevos One -Once 500 y ejemplares adicionales adquiridos de segunda mano. Al mismo tiempo, la aerolínea se deshizo de algunos de sus 707, VC10s y One-Eleven 200. Estos incluían el par original de aviones 399C serie 707 que habían sido entregados a Caledonian Airways directamente del fabricante en 1967/68.
BCal inauguró sus dos servicios transatlánticos insignia desde Londres Gatwick al aeropuerto John F. Kennedy (JFK) el 1 de abril de 1973, seguido de Gatwick - Los Ángeles International unos días después. Earl Mountbatten de Birmania fue el principal invitado de BCal a bordo de su vuelo inaugural Gatwick—JFK. (El vuelo se desvió a Boston debido a las inclemencias del tiempo en el área de Nueva York). Esta ocasión marcó la primera vez que una aerolínea independiente británica inició servicios regulares transatlánticos sin escalas en rutas que unen el Reino Unido y los EE. UU. También el 1 de abril de 1973, BCal reemplazó el designador de línea aérea CA de dos letras, que originalmente se usaba para prefijar todos los números de vuelo de Caledonian Airways y continuó prefijando los números de vuelo asignados a vuelos chárter transatlánticos hasta el 31 de marzo de 1973, con el designador de línea aérea BR que tenía. heredado de BUA en el momento de su formación. Esto resultó en el uso exclusivo del designador BR como prefijo para todos los números de vuelo BCal.
En 1973, BCal también inauguró su cuarta ruta troncal nacional programada entre Londres Gatwick y Mánchester. El nuevo servicio se contrató con British Island Airways (BIA), sucesora de BUIA, que operaba dos viajes diarios de ida y vuelta utilizando sus turbohélices Handley Page Dart Herald.
El 20 de marzo de 1974, BCal cambió sus servicios de Gatwick-París al entonces nuevo aeropuerto Charles de Gaulle en el suburbio de Roissy-en-France , en el norte de París, convirtiéndose así en la primera aerolínea programada que operaba entre Londres y el nuevo aeropuerto de París. 
Para ampliar aún más el alcance de la red y mejorar su conectividad, BCal acordó albergar los nuevos vuelos Gatwick-Newcastle de Dan-Air , dos veces al día, que comenzaron el 20 de abril de 1974, en su sistema de reserva por computadora (CRS) como parte de un plan de marketing combinado esfuerzo.
Junio de 1974 vio el lanzamiento de la ruta programada sin escalas Gatwick— Bruselas de BCal, la tercera ruta troncal europea en la que la aerolínea operó servicios programados en competencia con los servicios establecidos de las aerolíneas de bandera establecidas desde Heathrow.

### "1974" Año de la crisis
La creación de British Airways (BA) como resultado de la fusión BEA-BOAC de 1974 se produjo en el contexto de la primera crisis mundial del petróleo a raíz de la guerra árabe-israelí de 1973, que llevó a la cuadruplicación del precio del barril. de petróleo como consecuencia de la decisión de la Organización de Países Exportadores de Petróleo (OPEP) de boicotear a Occidente en represalia por su apoyo a Israeldurante esa guerra. Esto significaba que las proyecciones originales de ingresos y ganancias de la corporación recién fusionada eran demasiado optimistas. Durante ese tiempo, BA comenzó a ejercer presión sobre el Gobierno, en ese momento su único propietario y el regulador de todas las aerolíneas del Reino Unido, para restringir las actividades de sus competidores independientes en general y de la "Segunda Fuerza" en particular.
El difícil entorno operativo de la época no afectó únicamente a BA. De hecho, las principales líneas aéreas programadas estaban perdiendo enormes cantidades de dinero en ese momento. El repentino aumento en el precio del petróleo provocó una gran recesión durante la segunda mitad de 1974, así como la primera mitad de 1975, con una demanda muy reducida de viajes aéreos. Esto, a su vez, condujo al colapso de varias compañías de viajes prominentes y sus aerolíneas asociadas, en particular, el grupo Court Line y Horizon Holidays , este último que proporcionó trabajo para tres aviones BCal de corto recorrido antes de su colapso. También hubo un exceso de capacidad masivo en las rutas del Atlántico Norte.
Estas circunstancias obligaron a BCal a poner en marcha un importante programa de reducción de personal, conocido internamente como Plan "S" (de "supervivencia") "El Plan "S" comenzó a implementarse a partir del 1 de noviembre de 1974. Dio como resultado la ruta recortes, incluida la suspensión de los servicios transatlánticos "insignia", de los cuales Flight International dijo que la crisis del combustible era una "excusa enviada por el cielo" para evitar una falla. la retirada inmediata y posterior eliminación de los restantes aviones VC10 de larga distancia, la puesta a tierra de una serie de aviones de corta distancia, así como 827 despidos de los 5.673 empleados de la empresa.También resultó en cambios organizacionales que vieron a Adam Thomson convertirse en el director ejecutivo de la aerolínea además de continuar en su papel como presidente de una junta reconstituida, y la transferencia de todas las actividades de arrendamiento , compra y venta de aeronaves a una nueva subsidiaria. British Caledonian Aircraft Trading fue el nombre de la empresa que sucedió a Caledonian Airways Equipment Holdings, Caledonian Airways (Leasing) y otros intereses relacionados. Se convirtió en una de las partes más rentables del negocio.
Además de retirarse de las prestigiosas rutas de larga distancia a Nueva York y Los Ángeles después de solo 18 meses, otras medidas específicas que la aerolínea tomó en ese momento para garantizar su supervivencia incluyeron la eliminación de todos los vuelos programados a Belfast, Copenhague, Gibraltar, Ibiza, Málaga, Palma de Mallorca y Túnez, suspendiendo indefinidamente los servicios regulares en la ruta Glasgow—Southampton, así como recortando el número de frecuencias en las rutas Gatwick—Glasgow y Gatwick—Edimburgo de seis a cuatro viajes diarios de ida y vuelta. Dos aviones excedentes fueron arrendados a Air Malta y Austrian Airlines respectivamente durante el horario de verano de 1975. Otro avión estuvo estacionado en el aeropuerto Tegel de Berlín Occidental durante el mes de julio de ese año para cumplir con un contrato de fletamento a corto plazo para transportar trabajadores inmigrantes turcos hacia y desde Estambul en nombre de un operador turístico local . BCal también decidió aumentar su flota de cargueros 707 de uno a cuatro aviones y adquirir un Piper Aztec de cinco plazas para servir al mercado de vuelos chárter ejecutivos en rápido crecimiento. Estos cambios dejaron a BCal con 25 aviones operativos para la temporada de verano de 1975. Para reducir costos operativos adicionales, la aerolínea decidió subcontratar sus operaciones programadas entre Gatwick y Le Touquet a BIA. La razón para reemplazar el avión a reacción One-Eleven 200 de BCal en esta ruta con los turbopropulsores Herald de esa aerolínea a principios del período de horario de verano de 1975 fue el alto precio del combustible para aviones , que había hecho que BCal propias operaciones de aviones a reacción antieconómicas.
Incluso durante este período de severa reducción, BCal continuó lanzando servicios programados a nuevos destinos. Dakar se unió a la red de la aerolínea el 1 de noviembre de 1974, seguido de Kinshasa el 1 de abril de 1975. 
Como resultado del "éxito" del Plan "S", la fortuna de BCal se recuperó rápidamente. La propia operación de la aerolínea obtuvo un pequeño beneficio de 250.000 libras esterlinas durante el ejercicio fiscal que finalizó el 30 de septiembre de 1975 después de haber perdido 4,3 millones de libras esterlinas el año anterior.

### Esferas de Influencias
El entonces secretario de Comercio, Peter Shore, realizó una revisión de la política de aviación del gobierno y en 1976 anunció una nueva política de "esferas de influencia" que puso fin a la doble designación de las aerolíneas británicas en todas las rutas de larga distancia. Ya no se creía que la competencia estaba aumentando la cuota de mercado del tráfico en el Reino Unido. Como resultado, a BA y BCal ya no se les permitió ejecutar servicios regulares competitivos en rutas de larga distancia, y BCal tuvo que retirarse de las rutas de África Oriental heredadas de BUA, así como de las rutas Londres-Nueva York y Londres-Los Ángeles. BCal perdió sus licencias para Nueva York, Los Ángeles, Boston y Toronto, rutas que había dejado de operar en 1974. Ganó Lusaka (Zambia) A cambio, BCal se convirtió en la única aerolínea de bandera británica en todo el continente sudamericano al hacerse cargo de las antiguas rutas de BA a Colombia, Perú y Venezuela. Las pérdidas netas de ingresos fueron casi iguales para las dos aerolíneas.
La nueva política de aviación de "esferas de influencia" del gobierno limitó las operaciones programadas de larga distancia de BCal a dos continentes: África y América del Sur. La pérdida de las rutas de África Oriental de BCal permitió a la aerolínea reemplazar el servicio programado de una parada a través de Nairobi a Lusaka con vuelos sin escalas.
Durante 1976, continuó la recuperación de BCal, lo que llevó a la introducción de una nueva ruta regular a Argel y al restablecimiento de los servicios regulares a Túnez. También condujo a la decisión de BCal de reemplazar los dos viajes diarios de ida y vuelta de Gatwick a Mánchester que BIA había operado con turbopropulsores con un servicio BCal One-Eleven desde el comienzo del período de horario de invierno de 1976-1977. Este cambio de equipamiento vino acompañado de la incorporación de una tercera frecuencia diaria. 
BCal finalizó su año financiero 1975/76 con una saludable ganancia de £5,6 millones.

## Flota histórica
| Aeronaves               | Total | Introducido | Retirado | Matrículas |
| ----------------------- | ----- | ----------- | -------- | --- |
| Airbus A310             | 2     | 1984        | 1986     | G-BKWT y G-BKWU |
| Airbus A320-100         | 1     | 1988        | 1988     | G-BUSB |
| BAC 1-11                | 31    | 1970        | 1988     | G-ASJC, G-ASJD, G-ASJE, G-ASJF, G-ASJG, G-ASJH, G-ASJI, G-ASTJ, G-BKAU, G-BKAV, G-BKAW, G-AVOF, G-BKAX, G-AWYR, G-AWYS, G-AWYT, G-AWYU, G-AWYV, G-AWWX, G-AWWY, G-AWWZ, G-AXLL, G-AXJL, G-AXYD, G-AXJM, G-AZPZ, G-AYOP, G-BJRT, G-BJRU y G-AZMF |
| Boeing 707              | 23    | 1970        | 1982     | G-AYVG, G-TJAA, G-AYVE, G-AYSI, G-BCLZ, G-AZJM, G-AWTK (rrg. G-BDCN), G-BDEA, G-BCAL, G-BAWP, G-AWWD, G-AVKA, G-ATZC, G-AYEX, G-BDKE, G-BDLM, G-BDSJ, G-AXRS, G-AVTW, G-AYZZ, G-AZPW, G-AZRO y G-CDHW                                           |
| Boeing 747-100          | 1     | 1978        | 1981     | G-BDPZ |
| Boeing 747-200          | 5     | 1982        | 1988     | G-BJXN, G-HUGE, G-GLYN, G-NIGB y G-CITB |
| Bristol Britannia       | 2     | 1970        | 1971     | G-ATNZ y G-AOVJ |
| Cessna 404              | 1     | 1987        | 1988     | G-BNXS |
| McDonnell Douglas DC-10 | 12    | 1977        | 1988     | G-BFGI, G-BGAT, G-BEBM, G-NIUK, G-BEBL, G-BJZD, G-BJZE, G-BHDH, G-BHDI, G-BHDJ, G-MULL y G-DCIO |
| Piper PA-31 Navajo      | 2     | 1978        | 1984     | G-CLAN y G-SCOT |
| Short 330               | 2     | 1982        | 1984     | G-OCAS y G-BKIE |
| Short 360               | 1     | 1982        | 1984     | G-BKKT |
| Sikorsky S-61           | 3     | 1978        | 1987     | G-LINK, G-BFPF y G-BHPU |
| Vickers VC10            | 4     | 1970        | 1974     | G-ARTA, G-ASIW, G-ASIX y G-ATDJ |
| Vickers Viscount        | 1     | 1985        | 1986     | G-AOYR |